# Patience Lake
Patience Lake är en sjö i Kanada.   Den ligger i provinsen Saskatchewan, i den centrala delen av landet, 2 300 km väster om huvudstaden Ottawa. Patience Lake ligger 511 meter över havet. Arean är 6,0 kvadratkilometer. Den sträcker sig 5,8 kilometer i nord-sydlig riktning, och 3,2 kilometer i öst-västlig riktning.
Trakten runt Patience Lake består till största delen av jordbruksmark. Trakten runt Patience Lake är nära nog obefolkad, med mindre än två invånare per kvadratkilometer.